# Willey Point
Il Willey Point è una cospicua formazione rocciosa dell'Antartide, situata lungo il fianco occidentale del Ghiacciaio Beardmore e che delimita il fianco meridionale della fronte del Ghiacciaio Berwick nella catena montuosa dei Monti della Regina Alessandra, nella Dipendenza di Ross.
La denominazione è stata assegnata dal Comitato consultivo dei nomi antartici (US-ACAN) in onore di Francis J. Willey III, meteorologo dell'United States Antarctic Research Program (USARP) presso la stazione di Capo Hallett.